# Écluzelles
Écluzelles est une commune française située dans le département d'Eure-et-Loir en région Centre-Val de Loire.

## Géographie

### Situation

Situation géographique
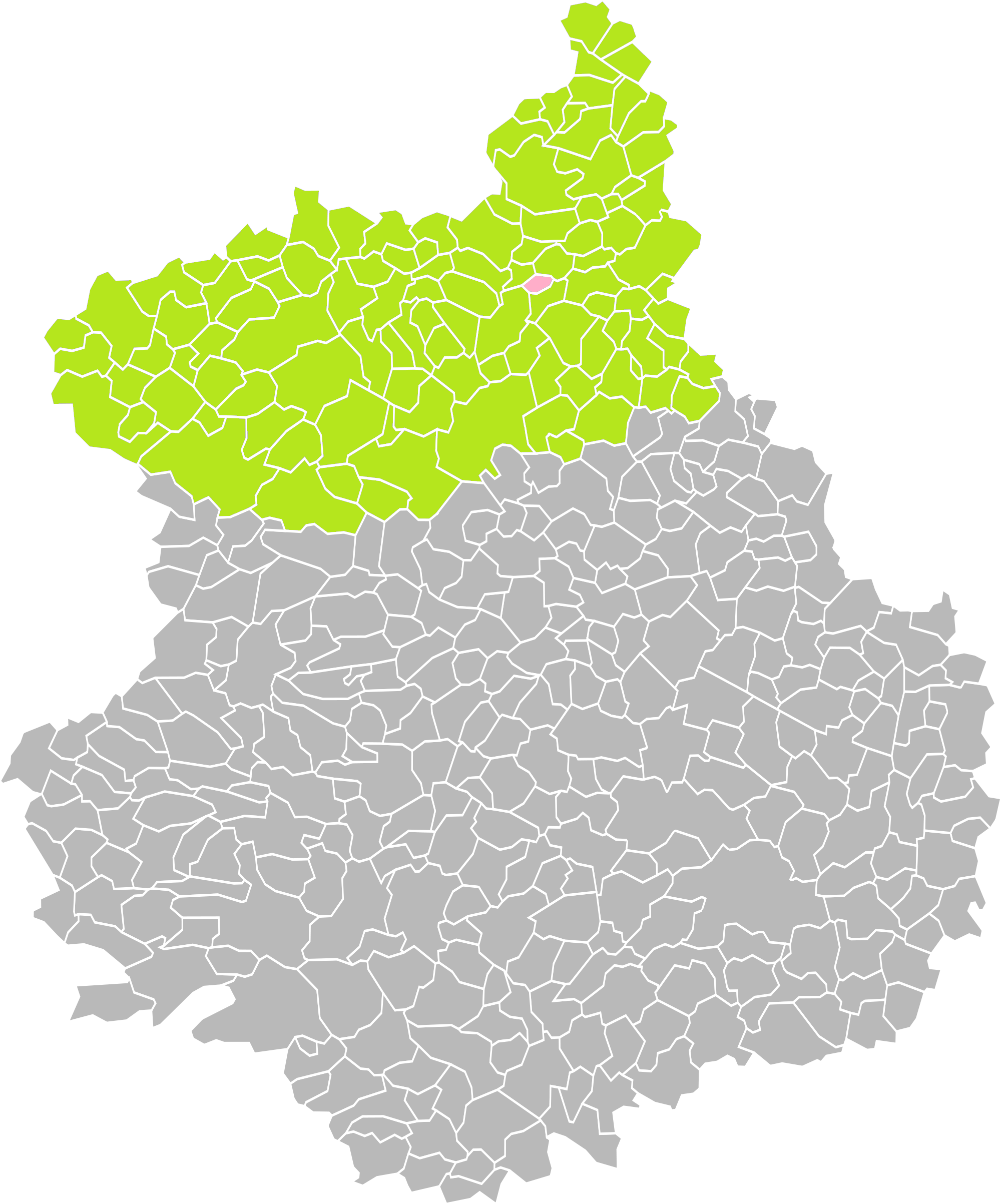
Écluzelles dans son arrondissement.
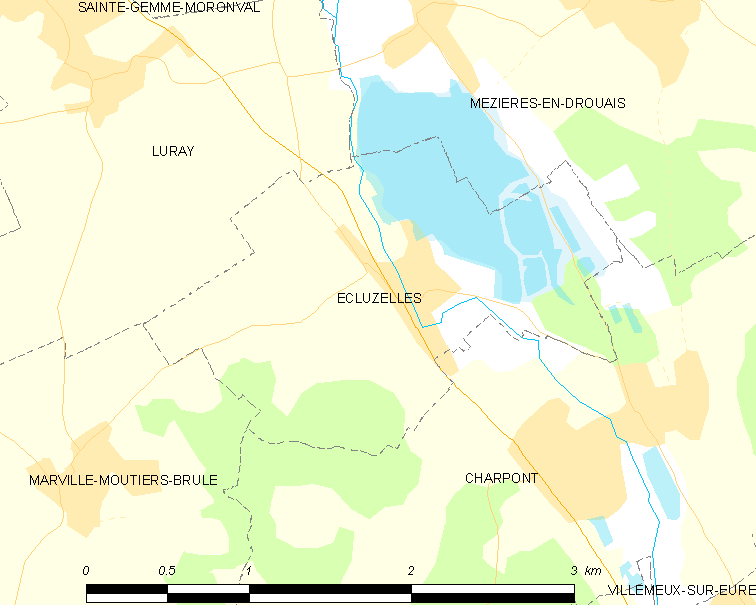
Carte de la commune d'Écluzelles.

### Communes limitrophes
| Luray                   | Mézières-en-Drouais | Mézières-en-Drouais |
| Luray                   | Écluzelles          | Charpont            |
| Marville-Moutiers-Brûlé | Charpont            | Charpont            |

### Hydrographie
La commune est traversée par la rivière l'Eure, affluent en rive gauche du fleuve la Seine.

### Climat
Pour des articles plus généraux, voir Climat du Centre-Val de Loire et Climat d'Eure-et-Loir.
En 2010, le climat de la commune est de type climat océanique dégradé des plaines du Centre et du Nord, selon une étude du CNRS s'appuyant sur une série de données couvrant la période 1971-2000. En 2020, Météo-France publie une typologie des climats de la France métropolitaine dans laquelle la commune est dans une zone de transition entre le climat océanique et le climat océanique altéré et est dans la région climatique  Sud-ouest du bassin Parisien, caractérisée par une faible pluviométrie, notamment au printemps (120 à 150 mm) et un hiver froid (3,5 °C). 
Pour la période 1971-2000, la température annuelle moyenne est de 10,8 °C, avec une amplitude thermique annuelle de 14,3 °C. Le cumul annuel moyen de précipitations est de 613 mm, avec 10,5 jours de précipitations en janvier et 7,9 jours en juillet. Pour la période 1991-2020, la température moyenne annuelle observée sur la station météorologique de Météo-France la plus proche, « Marville_sapc », sur la commune de Marville-Moutiers-Brûlé à 5 km à vol d'oiseau, est de 11,1 °C et le cumul annuel moyen de précipitations est de 571,8 mm,. Pour l'avenir, les paramètres climatiques de la commune estimés pour 2050 selon différents scénarios d'émission de gaz à effet de serre sont consultables sur un site dédié publié par Météo-France en novembre 2022.

## Urbanisme

### Typologie
Au 1er janvier 2024, Écluzelles est catégorisée commune rurale à habitat dispersé, selon la nouvelle grille communale de densité à 7 niveaux définie par l'Insee en 2022.
Elle est située hors unité urbaine. Par ailleurs la commune fait partie de l'aire d'attraction de Paris, dont elle est une commune de la couronne,. 

### Occupation des sols
L'occupation des sols de la commune, telle qu'elle ressort de la base de données européenne d’occupation biophysique des sols Corine Land Cover (CLC), est marquée par l'importance des territoires agricoles (54,8 % en 2018), en diminution par rapport à 1990 (55,7 %). La répartition détaillée en 2018 est la suivante : 
terres arables (45,1 %), eaux continentales (20,3 %), forêts (16,3 %), prairies (9,7 %), zones urbanisées (8,6 %). L'évolution de l’occupation des sols de la commune et de ses infrastructures peut être observée sur les différentes représentations cartographiques du territoire : la carte de Cassini (XVIIIe siècle), la carte d'état-major (1820-1866) et les cartes ou photos aériennes de l'IGN pour la période actuelle (1950 à aujourd'hui).

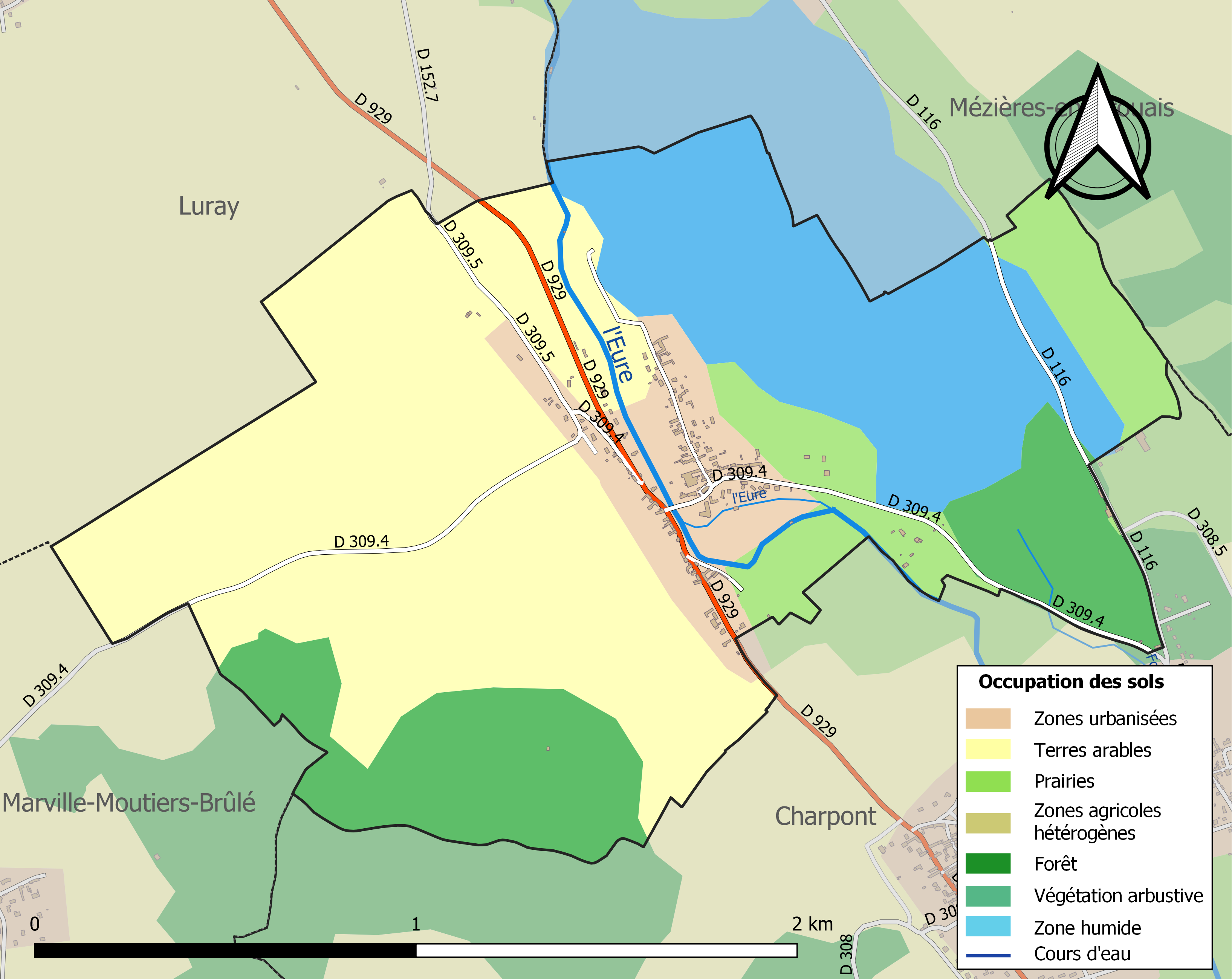
Carte des infrastructures et de l'occupation des sols de la commune en 2018 (CLC).

### Risques majeurs
Le territoire de la commune d'Écluzelles est vulnérable à différents aléas naturels : météorologiques (tempête, orage, neige, grand froid, canicule ou sécheresse), inondations, mouvements de terrains et séisme (sismicité très faible). Il est également exposé à un risque technologique, le transport de matières dangereuses. Un site publié par le BRGM permet d'évaluer simplement et rapidement les risques d'un bien localisé soit par son adresse soit par le numéro de sa parcelle.

#### Risques naturels
Certaines parties du territoire communal sont susceptibles d’être affectées par le risque d’inondation par débordement de cours d'eau et par ruissellement et coulée de boue, notamment l'Eure. La commune a été reconnue en état de catastrophe naturelle au titre des dommages causés par les inondations et coulées de boue survenues en 1995, 1999, 2016 et 2018,.

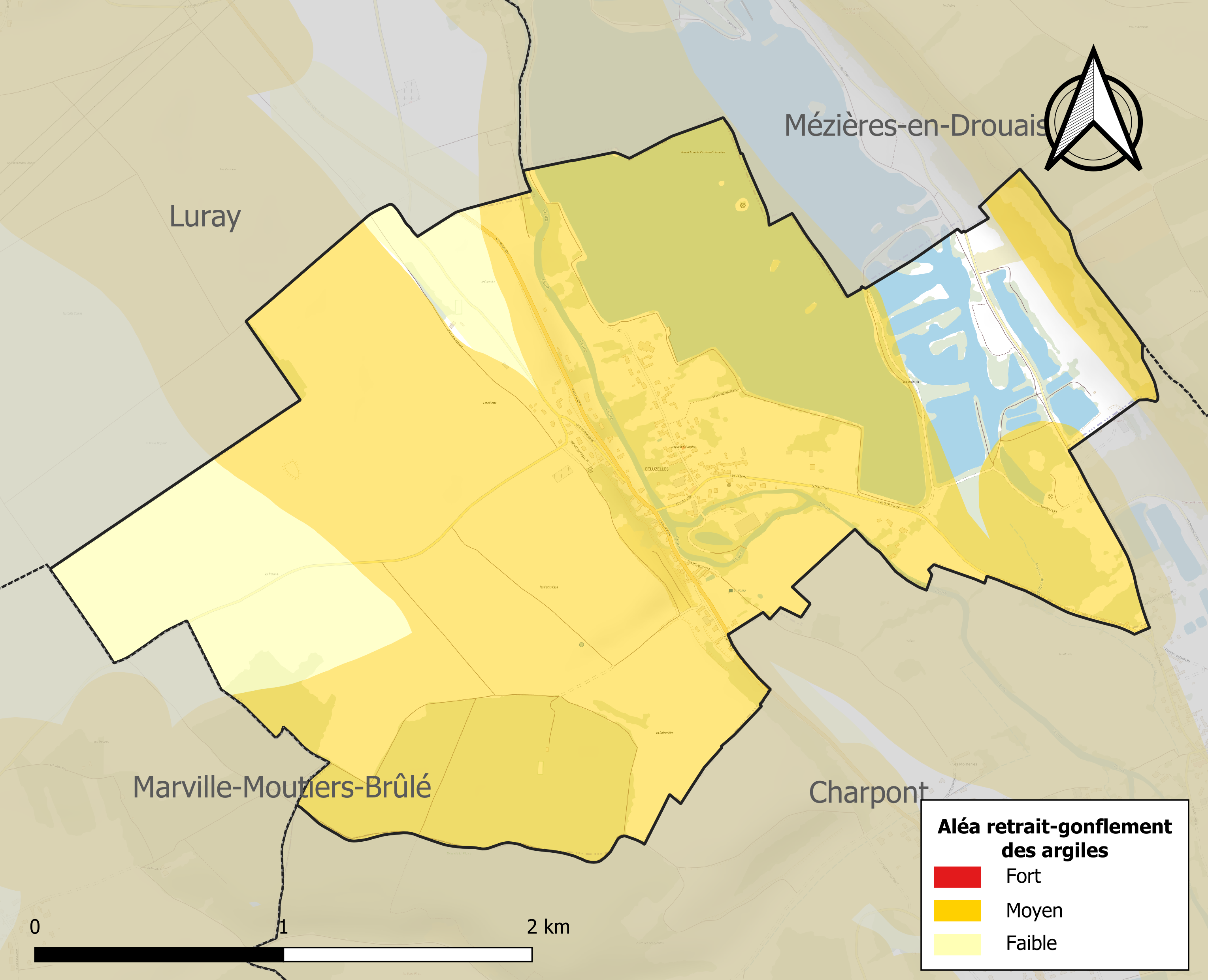
Carte des zones d'aléa retrait-gonflement des sols argileux d'Écluzelles.

Les mouvements de terrains susceptibles de se produire sur la commune sont des affaissements et effondrements liés aux cavités souterraines. L'inventaire national des cavités souterraines permet de localiser celles situées sur la commune.
Le retrait-gonflement des sols argileux est susceptible d'engendrer des dommages importants aux bâtiments en cas d’alternance de périodes de sécheresse et de pluie. 79,5 % de la superficie communale est en aléa moyen ou fort (52,8 % au niveau départemental et 48,5 % au niveau national). Sur les 93 bâtiments dénombrés sur la commune en 2019, 93 sont en aléa moyen ou fort, soit 100 %, à comparer aux 70 % au niveau départemental et 54 % au niveau national. Une cartographie de l'exposition du territoire national au retrait gonflement des sols argileux est disponible sur le site du BRGM,.
Concernant les mouvements de terrains, la commune a été reconnue en état de catastrophe naturelle au titre des dommages causés par des mouvements de terrain en 1999 et 2018.

#### Risques technologiques
Le risque de transport de matières dangereuses sur la commune est lié à sa traversée par des infrastructures routières ou ferroviaires importantes ou la présence d'une canalisation de transport d'hydrocarbures. Un accident se produisant sur de telles infrastructures est en effet susceptible d’avoir des effets graves au bâti ou aux personnes jusqu’à 350 m, selon la nature du matériau transporté. Des dispositions d’urbanisme peuvent être préconisées en conséquence.

## Toponymie
Le nom de la localité est attesté sous la forme Exclusellae vers 1024.
Variante de l'oïl esclusette « petite écluse ».
Son nom est issu des écluses de moulins, comme nous l’apprend une charte de 1080 (cartulaire de Saint-Père-en-Vallée, p. 568).

## Histoire

### Époque contemporaine

#### Desserte ferroviaire
De 1887 à 1940, cette commune bénéficiait d'une gare permettant aux voyageurs d'emprunter la ligne d'Auneau-Ville à Dreux via Gallardon et Maintenon.

## Politique et administration

### Liste des maires
| Période                                  | Période  | Identité                   | Étiquette | Qualité     |
| ---------------------------------------- | -------- | -------------------------- | --------- | ----------- |
| Les données manquantes sont à compléter. |          |                            |           |             |
| 2001                                     | 2014     | Michel Chassard            |           |             |
| mars 2014                                | En cours | Christine Renaux-Marechal, |           | Commerçante |

## Population et société

### Démographie
L'évolution du nombre d'habitants est connue à travers les recensements de la population effectués dans la commune depuis 1793. Pour les communes de moins de 10 000 habitants, une enquête de recensement portant sur toute la population est réalisée tous les cinq ans, les populations de référence des années intermédiaires étant quant à elles estimées par interpolation ou extrapolation. Pour la commune, le premier recensement exhaustif entrant dans le cadre du nouveau dispositif a été réalisé en 2006.

En 2022, la commune comptait 159 habitants, en évolution de −4,22 % par rapport à 2016 (Eure-et-Loir : −0,23 %, France hors Mayotte : +2,11 %).
| 1793 | 1800 | 1806 | 1821 | 1831 | 1836 | 1841 | 1846 | 1851 |
| ---- | ---- | ---- | ---- | ---- | ---- | ---- | ---- | ---- |
| 200  | 212  | 229  | 204  | 211  | 223  | 221  | 210  | 197  |

| 1856 | 1861 | 1866 | 1872 | 1876 | 1881 | 1886 | 1891 | 1896 |
| ---- | ---- | ---- | ---- | ---- | ---- | ---- | ---- | ---- |
| 199  | 165  | 165  | 153  | 131  | 120  | 144  | 152  | 156  |

| 1901 | 1906 | 1911 | 1921 | 1926 | 1931 | 1936 | 1946 | 1954 |
| ---- | ---- | ---- | ---- | ---- | ---- | ---- | ---- | ---- |
| 133  | 119  | 145  | 123  | 124  | 106  | 105  | 155  | 135  |

| 1962 | 1968 | 1975 | 1982 | 1990 | 1999 | 2006 | 2011 | 2016 |
| ---- | ---- | ---- | ---- | ---- | ---- | ---- | ---- | ---- |
| 97   | 85   | 113  | 135  | 166  | 168  | 158  | 173  | 166  |

| 2021 | 2022 | - | - | - | - | - | - | - |
| ---- | ---- | - | - | - | - | - | - | - |
| 161  | 159  | - | - | - | - | - | - | - |

## Culture locale et patrimoine

### Lieux et monuments
- Le dolmen de la Pierre de Pucre, situé sur un ilot du plan d'eau[25] ;
- La maison des Espaces Naturels de la communauté d'agglomération du Pays de Dreux, en bordure du plan d'eau ;
- L'église Saint-Jean et sa litre funéraire ;
- Le monument aux morts adossé à l'église ;
- Un prieuré est donné en 1248 comme dépendant de l'abbaye Notre-Dame d'Ivry[26] ;
- Les mares à crapauds sonneurs à ventre jaune (Bombina variegata)[27], espèce protégée par arrêté du 19 novembre 2007[28] ;
- Les bords de l'Eure.

Lieux et monuments d'Écluzelles
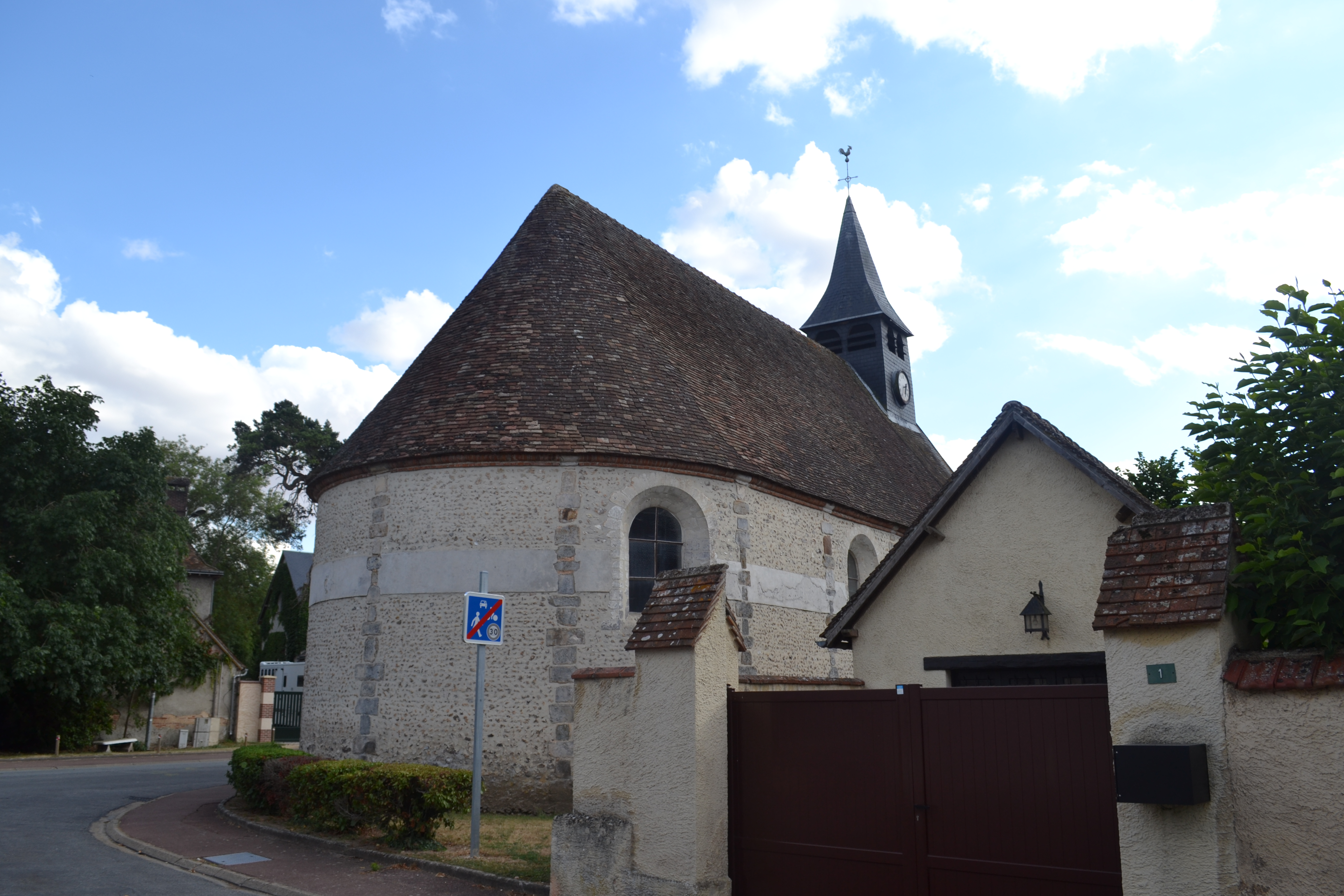
L'église Saint-Jean, façade nord.
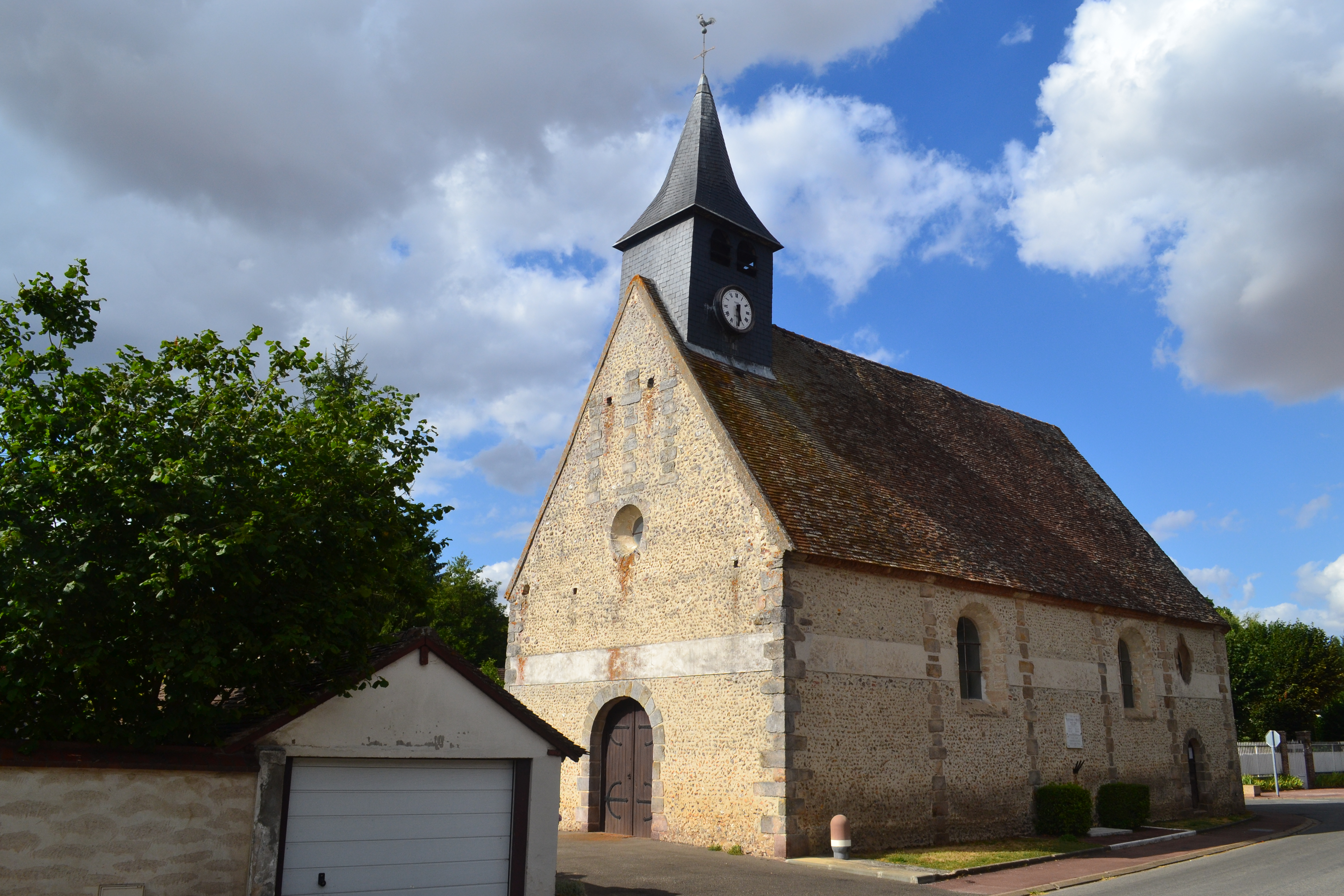
L'église façade sud.
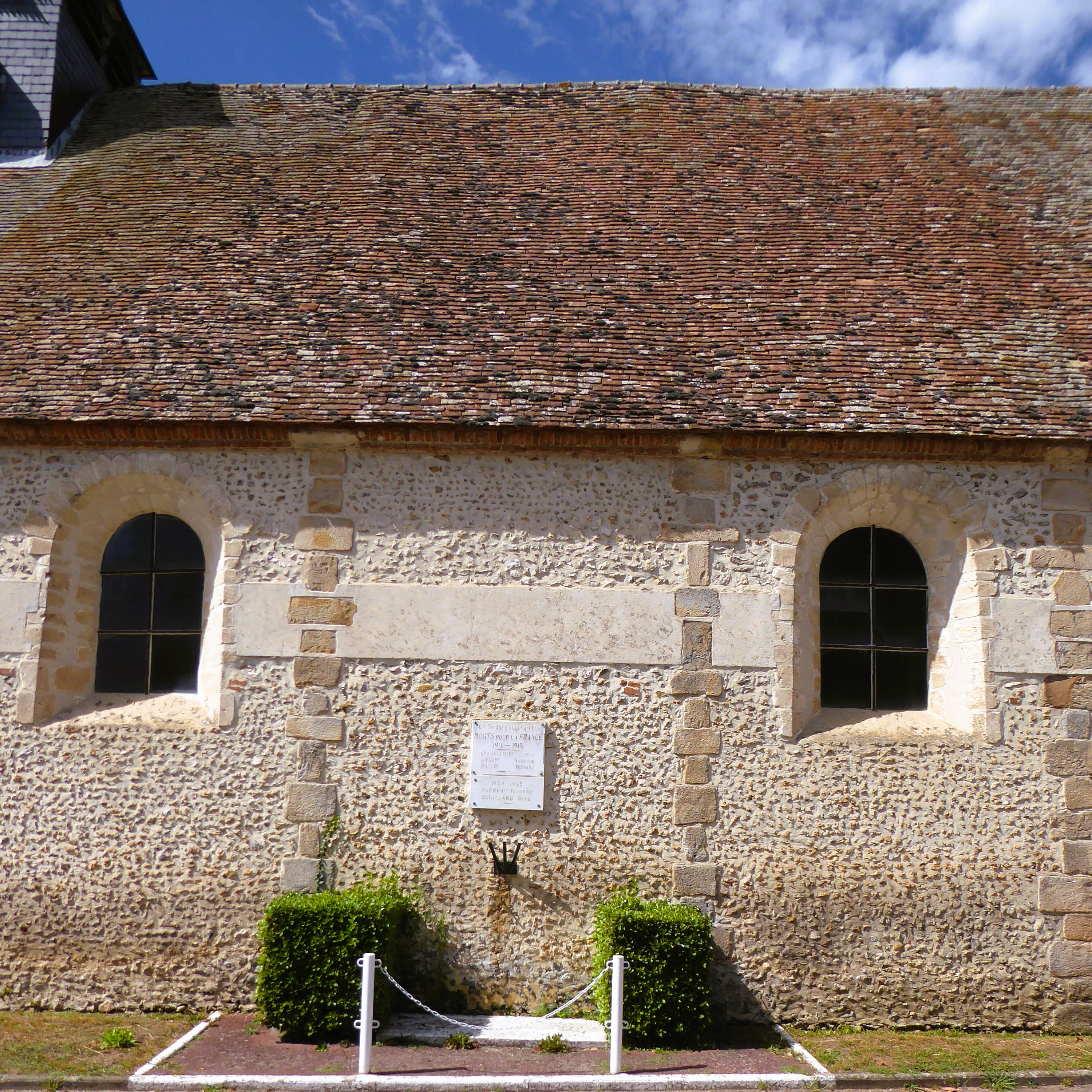
Monument aux morts.
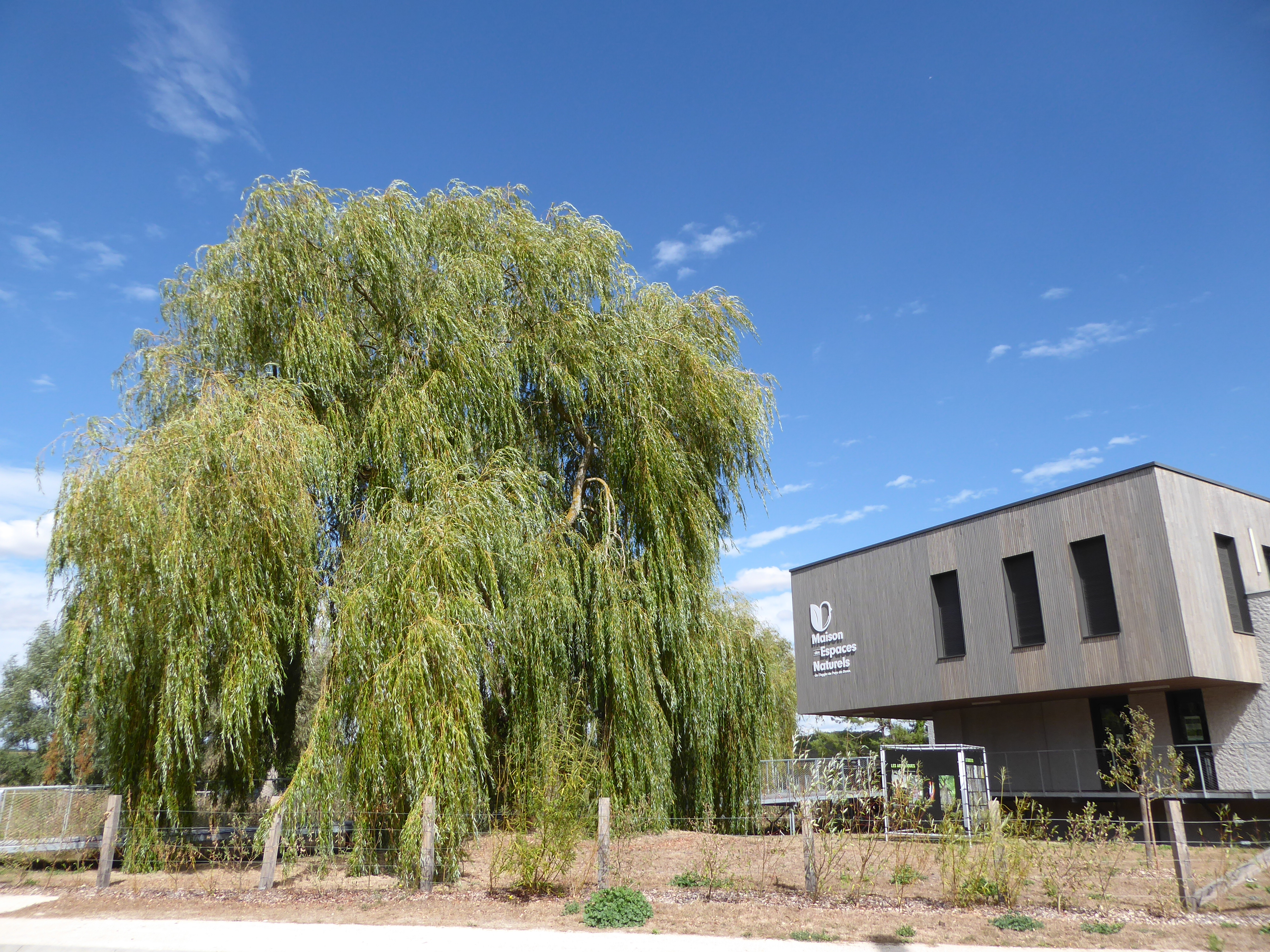
Maison des Espaces Naturels d'Écluzelles.
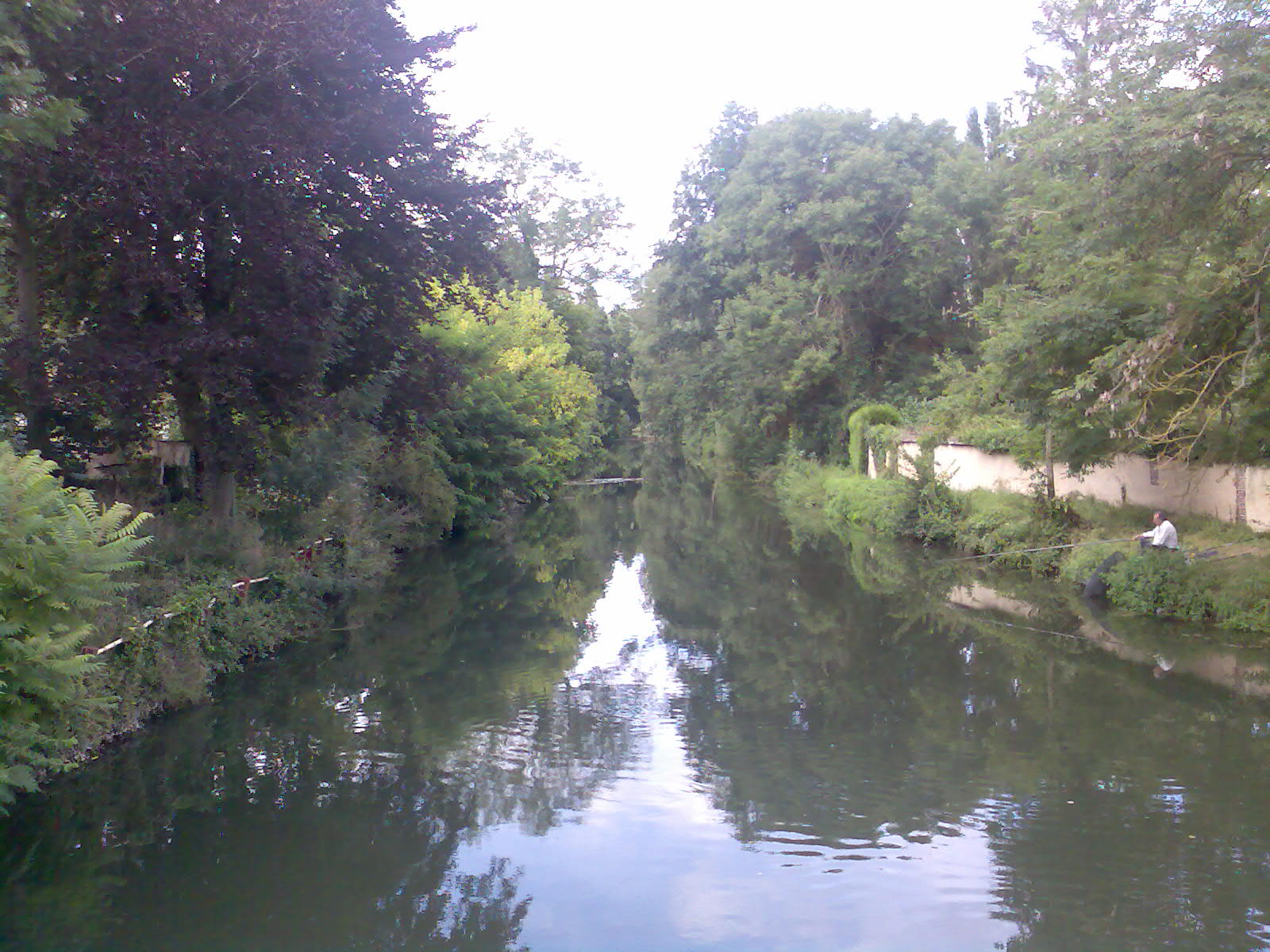
L'Eure à Écluzelles.

### Personnalités liées à la commune
- Henry Coston (1910-2001), journaliste, éditeur et essayiste. Il habitat à partir de 1957 une grande partie de l'année à Écluzelles[29].

### Héraldique
| Blason de Écluzelles | Blason  | D'azur à une grappe de raisin au naturel, accostée de deux épis de blé tigés et ployés d'or, en bande à dextre et en barre à senestre. |
| Blason de Écluzelles | Détails | Présent sur les plaques de rue. |